# Derambila
Derambila là một chi bướm đêm thuộc họ Geometridae.

## Các loài
- Derambila alucitaria Snellen
- Derambila candidissima Prout
- Derambila catharina Prout, 1910
- Derambila costata (Warren, 1896)
- Derambila delostigma Prout, 1915
- Derambila dentifera (Moore, 1888)
- Derambila dentiscripta (Bastelberger, 1909)
- Derambila fragilis (Butler, 1880)
- Derambila herbuloti Holloway, 1996
- Derambila idiosceles Turner, 1930
- Derambila jacksoni Prout, 1915
- Derambila liosceles Turner, 1930
- Derambila livens Prout, 1931
- Derambila lumenaria (Geyer, 1832)
- Derambila manca (Swinhoe, 1902)
- Derambila manfredi Holloway, 1996
- Derambila melagonata (Walker, [1863])
- Derambila permensata (Walker, [1863])
- Derambila propages Prout, 1926
- Derambila puella Prout
- Derambila punctisignata Walker, [1863]
- Derambila rectiscripta Prout
- Derambila saponaria (Guenée, 1857)
- Derambila satelliata Walker
- Derambila zanclopterata (Walker, [1863])
- Derambila zinctaria (Guenée, 1857)